# Viișoara (Vaslui)
Viișoara è un comune della Romania di 2 051 abitanti, ubicato nel distretto di Vaslui, nella regione storica della Moldavia. 
Il comune è formato dall'unione di 4 villaggi: Halta Dodești, Văleni, Viișoara, Vîltotești.
Nel 2004 si sono staccati da Viișoara i villaggi di Dodești e Urdești, andati a formare il comune di Dodești.